# Bundespräsidentenwahl in Österreich 1974
Zur Bundespräsidentenwahl in Österreich 1974, der sechsten Volkswahl eines österreichischen Staatsoberhaupts, kam es am 23. Juni 1974. Der bisherige Amtsinhaber, Franz Jonas, war am 24. April 1974 verstorben.

## Ausgangslage
Der bisherige Amtsinhaber, Franz Jonas, war am 24. April 1974 verstorben. Dies machte eine vorgezogene Wahl erforderlich. Um Jonas’ Nachfolge bewarben sich dabei Rudolf Kirchschläger, unabhängig – wurde jedoch von der SPÖ unterstützt – und Alois Lugger von der ÖVP.

## Ergebnis
| Kandidaten                            | Parteien                          | Stimmen   | %    |
| ------------------------------------- | --------------------------------- | --------- | ---- |
| Rudolf Kirchschläger                  | Sozialistische Partei Österreichs | 2.392.367 | 51,7 |
| Alois Lugger                          | Österreichische Volkspartei       | 2.238.470 | 48,3 |
| Gesamt                                | Gesamt                            | 4.630.837 | 100  |
|                                       |                                   |           |      |
| Ungültige Stimmen                     | Ungültige Stimmen                 | 102.179   | 2,2  |
| Wähler                                | Wähler                            | 4.733.016 | 94,1 |
| Wahlberechtigte                       | Wahlberechtigte                   | 5.031.772 |      |
|                                       |                                   |           |      |
| Quelle: Bundesministerium für Inneres |                                   |           |      |

## Angelobung
Rudolf Kirchschläger wurde am 8. Juli 1974 vor der Bundesversammlung angelobt.